# Evgueni Ourbanski
Evgueni Ourbanski (en russe : Евгений Яковлевич Урбанский), né le 27 février 1932 à Moscou et mort le 5 novembre 1965  dans l'oblast de Boukhara (RSS d'Ouzbékistan), est un acteur russe et soviétique.

## Biographie
Evgueni Ourbanski nait le 27 février 1932 à Moscou. Son père Yakov Ourbanski (1904-1958), chef adjoint du département de la propagande et de l'agitation du Comité central du Parti communiste du Kazakhstan, est déporté dans un camp de Goulag de la RSSA des Komis en juillet 1938, il sera réhabilité en 1955. Sa femme, Polina Filippovna avec les deux fils vit alors à Almaty.
Evgueni Ourbanski est diplômé de l'école-studio du Théâtre d'Art académique de Moscou, classe de Vassili Toporkov en 1957. La même année, il devient acteur du théâtre Stanislavski de Moscou.
Sa carrière fut brève mais brillante. Les films qu'il a marqués de son empreinte sont Le Communiste (1957), La Ballade du soldat (1959), et Ciel pur (1961).
Il meurt à l'âge de trente-trois ans alors qu'il effectuait une cascade en voiture pendant le tournage d'un film Le Directeur dans le désert, à 40 km de Boukhara.
Ourbanski était marié avec l'actrice lettonne Dzidra Ritenberga. Leur fille prénommée Evguenia nait trois mois après la mort de son père.
Evgueni Ourbanski est enterré au cimetière de Novodevitchi.

## Filmographie partielle
- 1957 : Le Communiste (Коммунист, Kommunist) de Youli Raizman
- 1959 : La Ballade du soldat (Баллада o солдате, Ballada o soldate) de Grigori Tchoukhraï
- 1960 : La Lettre inachevée (Неотправленное письмо, Neotpravlennoe pismo) de Mikhaïl Kalatozov
- 1961 : Ciel pur (Чистое Небо, Tchistoye nebo) de Grigori Tchoukhraï
- 1965 : Le Directeur (film) (ru) d'Alexeï Saltykov